# Мэкэле
Мэкэле́ (амх. መቀሌ, тигринья መቐለ) — город на севере Эфиопии, административный центр региона Тыграй.

## География
Расположен в 650 км к северу от столицы страны, Аддис-Абебы, на высоте 2084 м над уровнем моря.

## Климат
По классификации климатов Кëппена - Cwb
| Показатель                    | Янв. | Фев. | Март | Апр. | Май  | Июнь | Июль | Авг. | Сен. | Окт. | Нояб. | Дек. | Год  |
| ----------------------------- | ---- | ---- | ---- | ---- | ---- | ---- | ---- | ---- | ---- | ---- | ----- | ---- | ---- |
| Средний суточный максимум, °C | 25,9 | 27,1 | 28,3 | 28,5 | 28,5 | 29,5 | 25,3 | 24,6 | 26,5 | 26,7 | 26,0  | 24,9 | 26,7 |
| Средняя температура, °C       | 17,3 | 18,1 | 19,9 | 21,0 | 20,9 | 21,3 | 19,3 | 19,0 | 19,2 | 19,0 | 17,9  | 16,5 | 19,1 |
| Средний суточный минимум, °C  | 8,7  | 9,2  | 11,6 | 13,5 | 13,3 | 13,4 | 13,4 | 13,4 | 12,0 | 11,4 | 9,8   | 8,2  | 11,5 |
| Норма осадков, мм             | 5    | 7    | 25   | 30   | 32   | 41   | 185  | 202  | 35   | 8    | 6     | 5    | 581  |
| Источник: Climate-Data.org    |      |      |      |      |      |      |      |      |      |      |       |      |      |

## Население
Население по данным на 2007 год составляет 215 914 человек (6-й крупнейший город страны). По данным на 1994 год население составляло всего 96 938 человек. 2 основные этнолингвистические группы, населяющие город: тиграи (96,2 %) и амхара (2,26 %). Преобладающий язык — тигринья (родной для 95,55 % населения), 3,18 % говорит на амхарском и оставшиеся 1,27 % — на других языках. 92,68 % населения — христиане-монофизиты, 6,03 % — мусульмане.
По данным переписи 1994 года уровень грамотности составлял 51,75 %. Около 88 % населения города на тот период имели доступ к чистой питьевой воде.

## Экономика и транспорт
Мэкэле — крупный промышленный центр на севере страны, имеет место металлургия, производство цемента. Имеется аэропорт Alula Aba Nega, соединяющий Мэкэле с другими крупными городами страны.

## Достопримечательности
Среди достопримечательностей стоит отметить дворец Йоханныса IV на северной оконечности Мэкэле и памятник Тиграйскому народному освободительному фронту. Имеется также несколько церквей. Действует университет (англ.).

## История
С 10 ноября 2020 года по 27 июня 2021 года, на фоне войны в Тыграе, был занят Эфиопскими федеральными войсками. Затем город вновь перешел под контроль вооруженных сторонников Народного фронта освобождения Тыграя.

## Спорт
В Мэкэле базируется футбольная команда Trans Ethiopia.

## Галерея

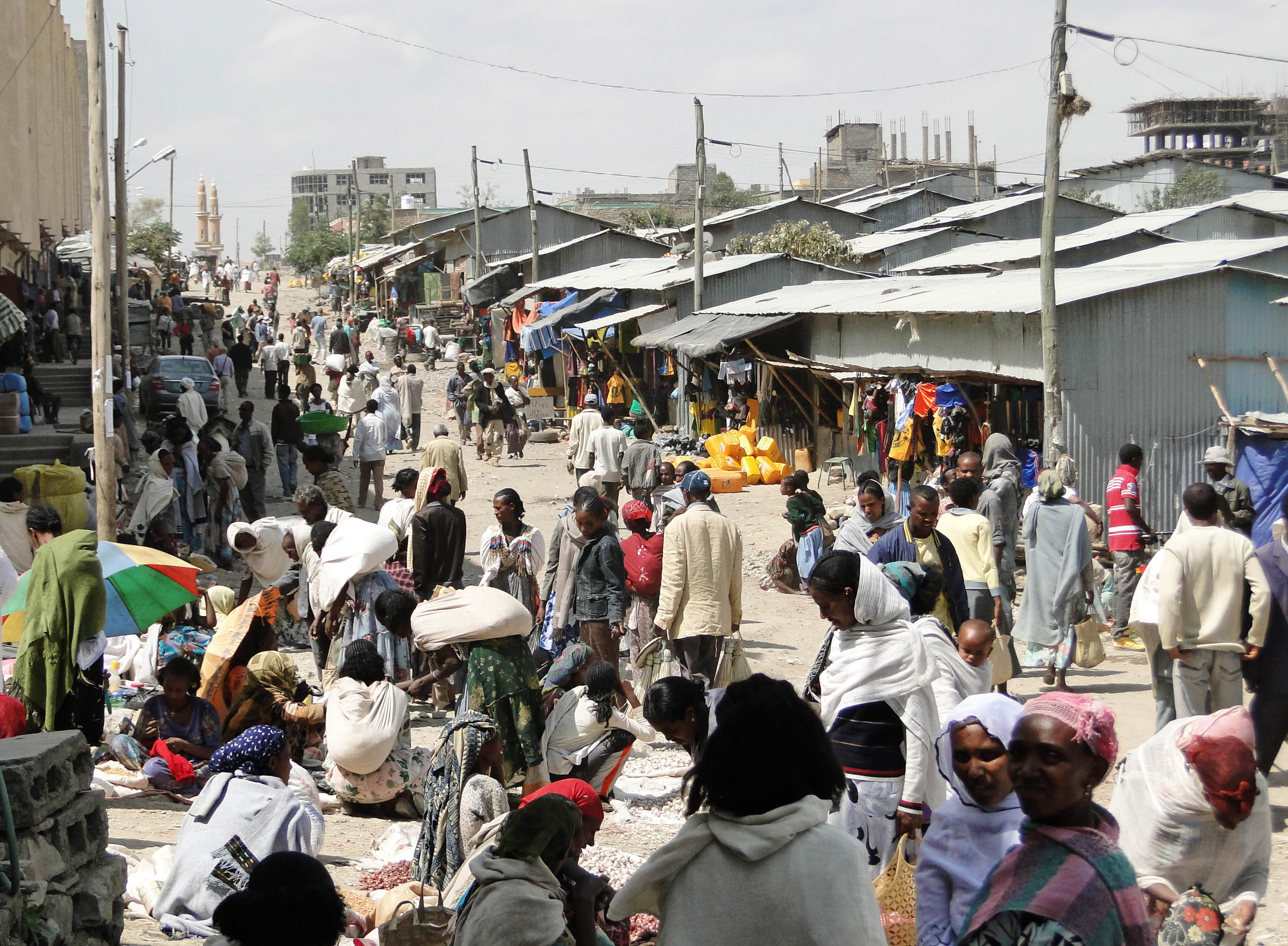
Понедельничный рынок в Мэкэле
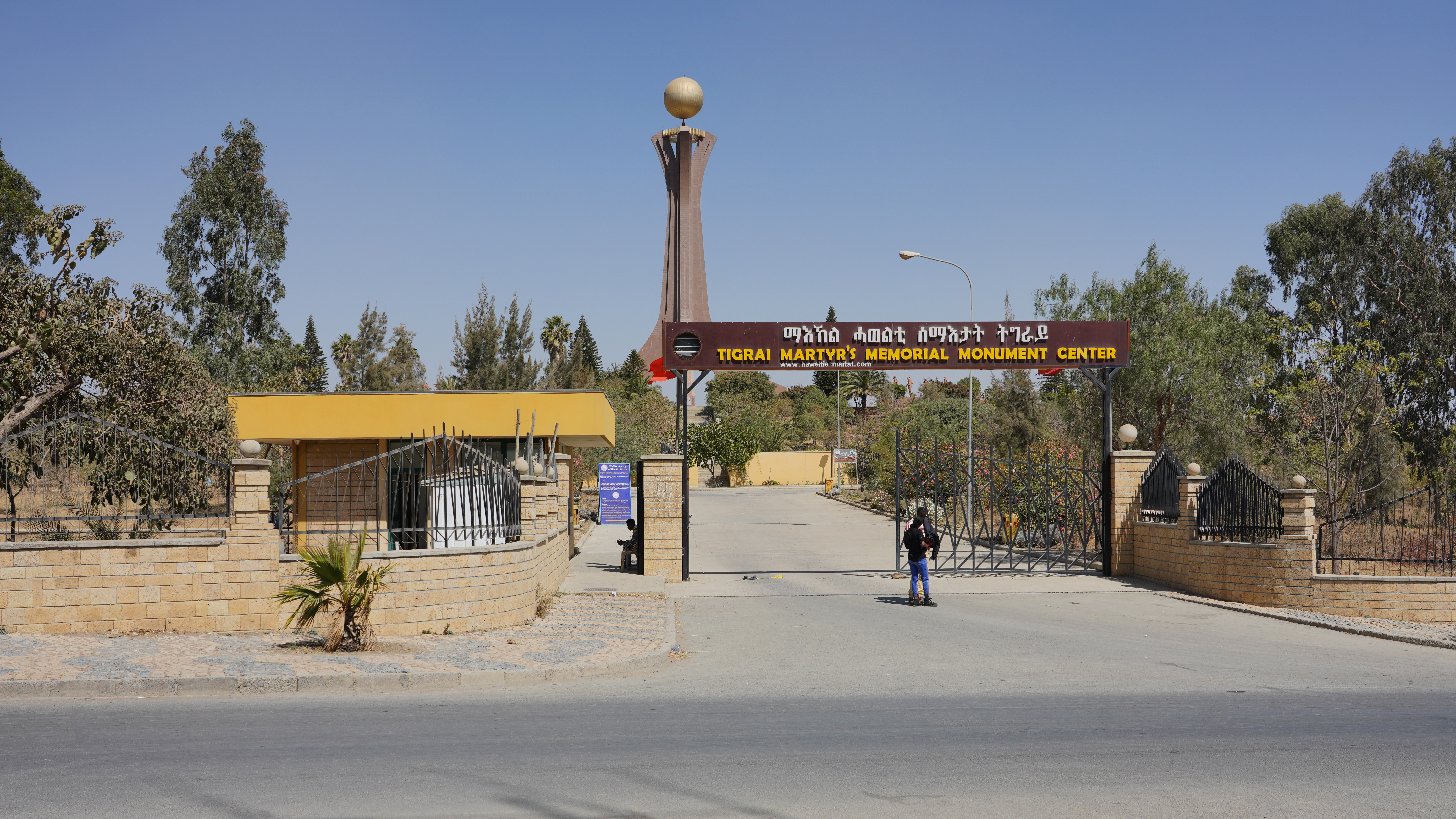
Памятник Тыграйскому народному освободительному фронту
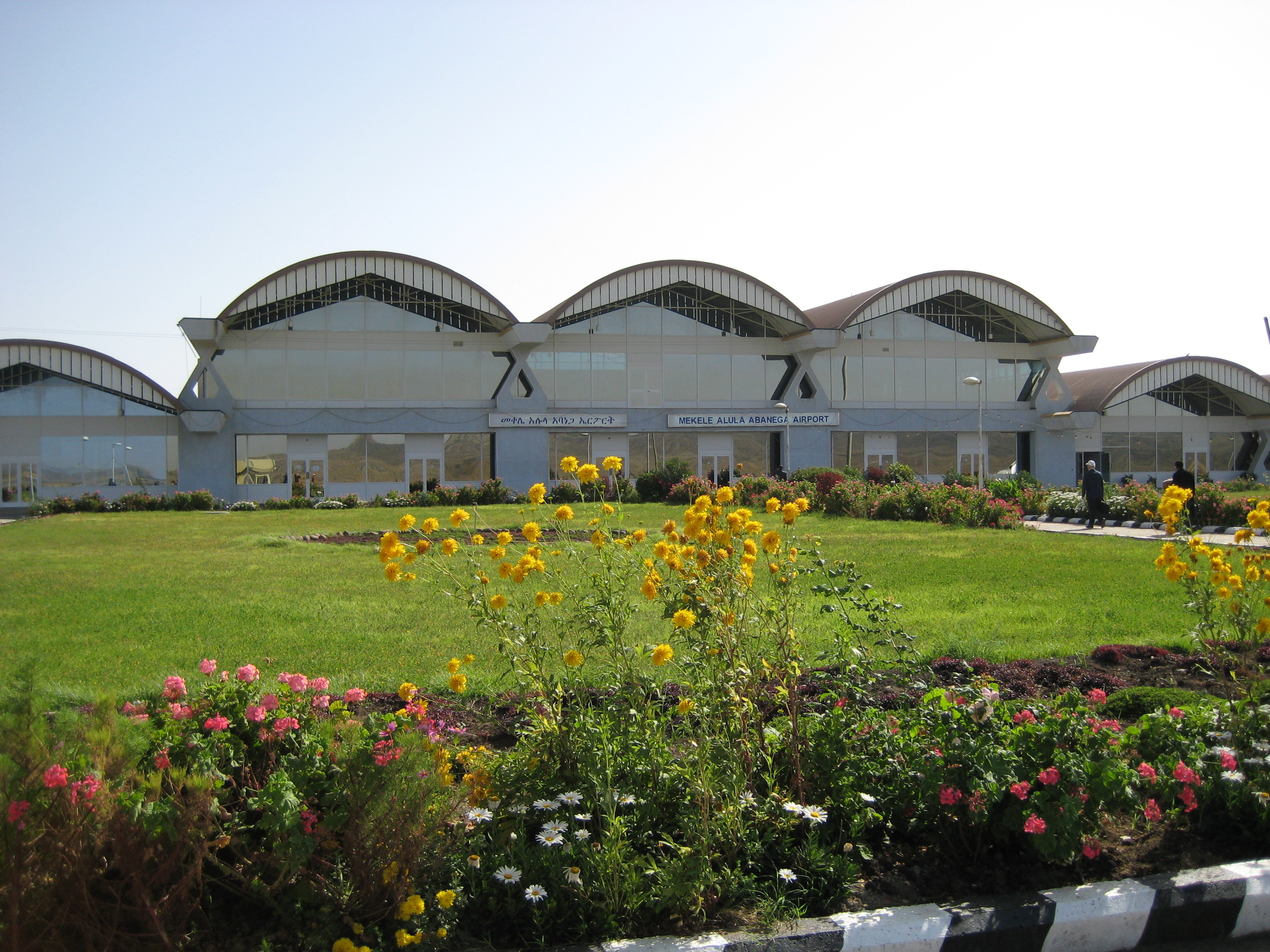
Аэропорт Мэкэле
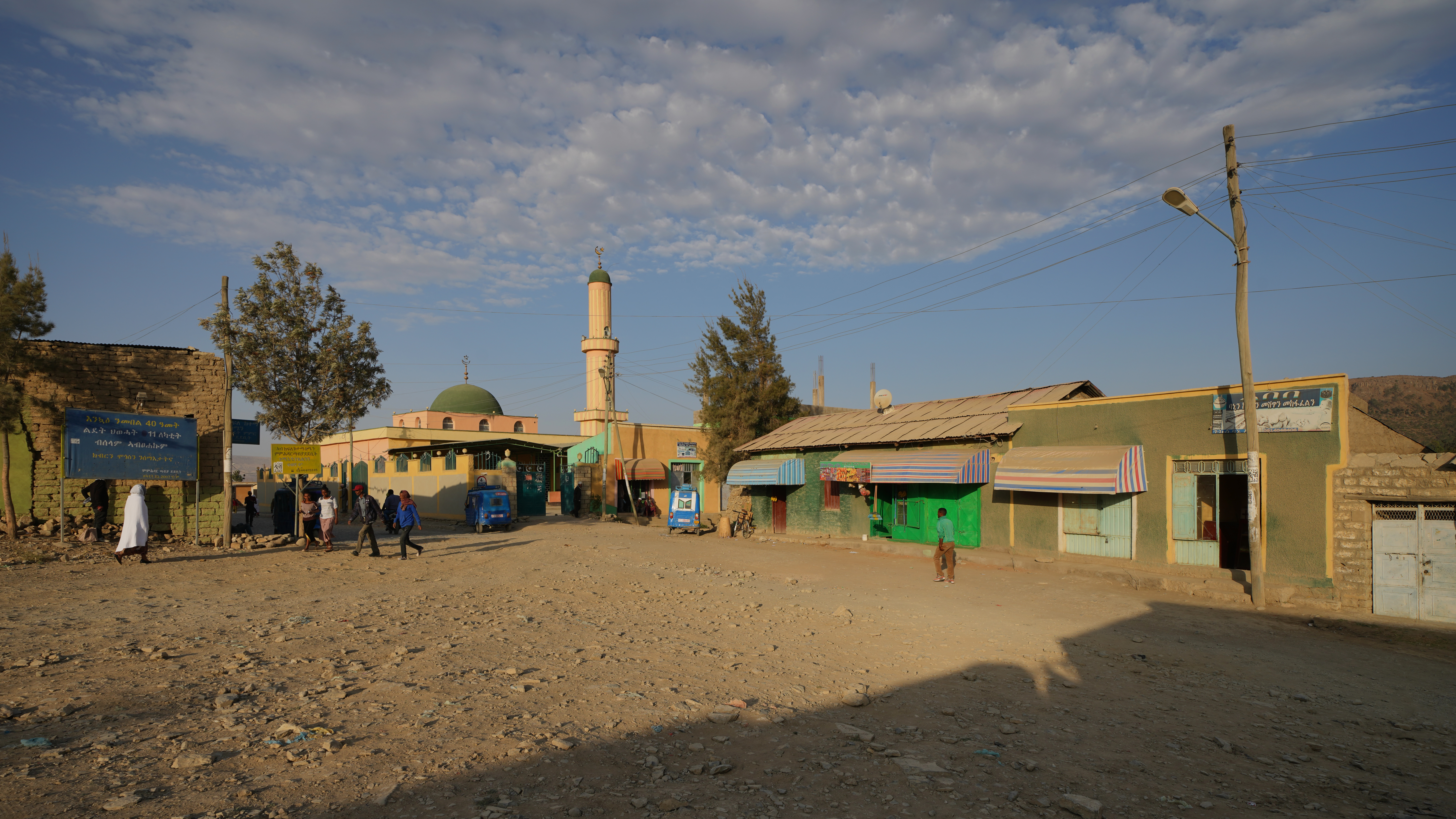
Мечеть
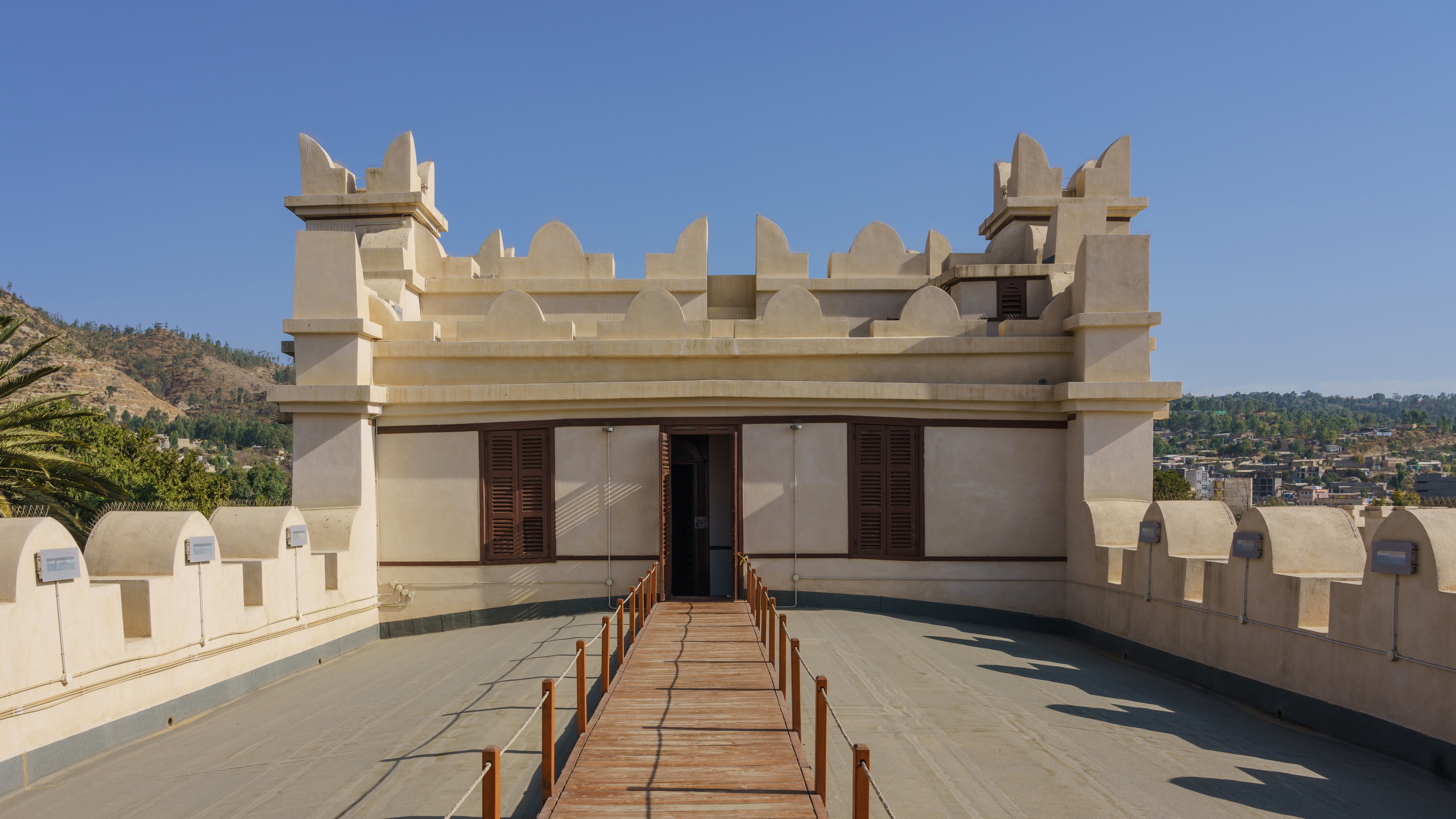
Музей-дворец Йоханныса IV